# Arafo

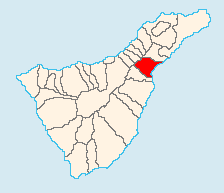
Localização de Arafo

Arafo é um município da Espanha na província de Santa Cruz de Tenerife, comunidade autónoma das Canárias. Tem 33,9 km² de área e em 2021 tinha 5 604 habitantes (densidade: 165,3 hab./km²).

## Demografia
| Variação demográfica do município entre 1991 e 2004 | Variação demográfica do município entre 1991 e 2004 | Variação demográfica do município entre 1991 e 2004 | Variação demográfica do município entre 1991 e 2004 |
| --------------------------------------------------- | --------------------------------------------------- | --------------------------------------------------- | --------------------------------------------------- |
| 1991                                                | 1996                                                | 2001                                                | 2004                                                |
| 4200                                                | 4667                                                | 4995                                                | 5256                                                |

| Noroeste: La Victoria de Acentejo | Norte: Candelaria |                         |
| Oeste: La Orotava                 | Arafo             | Leste: Oceano Atlântico |
|                                   | Sul: Güímar       |                         |